# Jean Falba
Jean Falba (Mont-de-Marsan, 13 september 1766 – Versailles, 9 oktober 1848), Frans militair en brigadegeneraal (Maréchal de Camp) tijdens de napoleontische oorlogen en de Restauratie in Frankrijk.

## Militaire carrière
Jean Falba werd geboren in 1766 in de stad Mont-de-Marsan, in het Franse departement Landes. Zijn vader Dominique Falba was een koopman en getrouwd met Mary Lesbazeilles.
Op 1 juni 1791 nam hij op 24-jarige leeftijd vrijwillig dienst in het Franse leger en werd ingedeeld bij een regiment dragonders. Hij werd gestationeerd op Haïti en vocht op Hispaniola om een slavenopstand te onderdrukken. Gepromoveerd tot luitenant keerde hij terug naar Frankrijk en maakte snel promotie bij de Franse marine.
In 1804 werd hij bevorderd tot kolonel en geridderd met het Legioen van Eer, in Boulogne kreeg hij het bevel over de Franse kustbatterijen (artillerie) van de Grande Armée. Na de rampzalige Veldtocht van Napoleon naar Rusland (1812) raakte hij op 21 mei 1813 in de Slag bij Bautzen gewond.
In augustus werd hij benoemd tot commandant van een in Nederland gelegerd regiment dat uit Pruisische krijgsgevangenen bestond. Hij bezette de vestingstad Naarden en ondernam een strafexpeditie naar Woerden.

## De Ramp van Woerden
Op 23 november 1813 leek de bevrijding nabij, de "Oranjegarde" hield belangrijke steunpunten in de regio bezet. De Franse bezetting, bestaande uit drie gendarmes en een adjudant, werd het mikpunt van onschuldige spotterij. Het plaatselijk bestuur van oranjegezinden vaardigde een proclamatie uit en de Franse adelaars werden van de openbare gebouwen verwijderd. De Fransen waren echter niet van plan het strategisch belangrijke Woerden op te geven en trokken met een legereenheid (250 man) onder bevel van Falba de stad binnen. De rust werd hersteld en gevreesde represailles bleven uit. Kort daarna nam een brigade van de "Oranjegarde" stelling in Woerden, tot ongenoegen van de bewoners. In de nacht van 23 op 24 november trok een Franse legermacht (1.800 man) vanuit Utrecht naar Woerden, om de stad te heroveren op de opstandelingen. Om 8.00 uur 's ochtends was de stad weer in Franse handen en begon het drama dat later bekend zou worden als de Ramp van Woerden.
De Franse troepen namen wraak op de burgers, overal in de stad werd er verkracht, geroofd en geplunderd. In totaal werden 26 Woerdenaren gedood en nog eens 45 raakten gewond. Onder de gedode burgers bevonden zich mensen van alle rangen en standen, van notabelen tot "eenvoudige lieden", bejaarden maar ook onschuldige kinderen. Vrijwel alle huizen werden geplunderd, tegen 19.00 uur kwam er een einde aan de trieste gebeurtenis. De Fransen terroriseerden de stad nog drie dagen en pas op 28 november was Woerden weer in Nederlandse handen.
Falba heeft zich nooit hoeven verantwoorden voor deze gebeurtenissen, die twee eeuwen later als oorlogsmisdaden betiteld zouden worden.

## De Restauratie en met pensioen
Na afloop van de moord- en plunderpartij keerde Falba terug naar Naarden. Hij weigerde de vestingstad aan de nieuwe Nederlandse machthebbers over te dragen en hield deze tot 14 mei 1814 in Franse handen. Deze stijfkoppigheid leverde hem uiteindelijk een naar hem vernoemde straat in Naarden op. Toen Napoleon Bonaparte op 6 april naar Elba werd verbannen, kreeg hij in juli het commando over het artillerie korps in Toulon. Hij moest de eed van trouw afleggen aan koning Lodewijk XVIII en werd op 18 augustus geridderd met de Orde van St. Louis. Na de Restauratie vertrok hij naar Parijs en kreeg van het Ministerie van Defensie een post aangeboden bij de kustartillerie van de Franse marine in Brest (1817). Vervolgens werd hij overgeplaatst naar Rochefort (1821) en Lorient (1823). Op 15 juli 1829 vroeg hij vanwege gezondheidsproblemen (oorlogsverwonding) zijn pensioen aan. Op 27 januari 1830 werd hij bevorderd tot brigadegeneraal en verliet het Franse leger na bijna veertig jaar trouw bewezen diensten.
Op 9 oktober 1848 overleed Jean Falba in Versailles op 82-jarige leeftijd. Hij werd begraven op het kerkhof van Montreuil.